# فالنتين دوجيل
فالنتين ألكساندروفيتش دوجيل ( الروسية: Валентин Александрович Догель ; 11 مارس [بالتقويم القديم: 26 فبراير
] 1882– لينينغراد، ١ يناير ١٩٥٥)كان عالم حيوان روسيًا وسوفيتيًا، متخصصًا في علم الطفيليات وعلم الأوليات. ويُعتبر مؤسس علم الطفيليات التطوري، ومؤلف كتاب دراسي مؤثر في علم الطفيليات.
كان دوجيل ابنًا لعالم الأنسجة الشهير ألكسندر دوجيل. وُلد فالنتين في قازان. بعد انتقال والده من تومسك إلى لينينغراد عام ١٨٩٤، نشأ فالنتين ودرس هناك. ثم أصبح محاضرًا، وفي عام ١٩١٤ أصبح أستاذًا في جامعة سانت بطرسبرغ/لينينغراد الحكومية، ورئيسًا لمختبر علم الأوليات في معهد علم الحيوان التابع لأكاديمية العلوم السوفيتية في لينينغراد منذ عام ١٩٤٤. وفي عام ١٩٢٣، أسس مختبر علم الطفيليات في معهد أبحاث مصايد الأسماك (VNIORKh) في لينينغراد.
ساهم دوجيل إسهامًا كبيرًا في مجال تصنيف الطفيليات والطفيليات الأولية بشكل عام. كما عمل على مسائل أكثر عمومية في علم التشريح المقارن وعلم الحيوان، ولخص هذا العمل في كتاب "تعدد القسيمات للأعضاء المتماثلة" (1954)، والذي عرض فيه نظريته الجديدة حول تطور الكائنات متعددة الخلايا.
كان العمل الأكثر شهرة لدوجيل هو كتاب Obshchaya protozoologiya (1951)، والذي تُرجم أيضًا إلى الإنجليزية تحت اسم General Protozoology في عام 1965. وكان أيضًا مؤلف الكتب المدرسية السوفيتية القياسية مثل Invertebrate Zoology و Comparative anatomy of Invertebrates.
تم تعيينه عضوًا مراسلًا في أكاديمية العلوم في الاتحاد السوفييتي في عام 1939، وعضوًا أجنبيًا في جمعية لينيان في لندن في عام 1944.

## أعمال
- دوجيل، فيرجينيا 1929. البلمرة هي مبدأ التطوير التقدمي للأوليات. Biologisches Zentralblatt 49: 451-469.
- Dogiel، VA 1936. احتكار قليل للأعضاء المتماثلة كواحدة من عمليات تطور الكائنات الحيوانية. أرهيف أناتومي، جيستولوجي وأجنة 15: 101-114. (اختزال الأعضاء الخلوية كواحد من عملية تطور الكائنات الحية. آرخ أنات هستول إمبريول. 15: 101-114)
- Dogiel، VA 1954. احتكار قليل للأعضاء المتماثلة كأحد المسارات الرئيسية في تطور الحيوان. لينينغراد: مطبعة جامعة لينينغراد [بالروسية.] (Олигомеизация гомологичных органов как один из главный путей эволюции vivотных. — Л.: Изд-во ЛГУ, 1954. — 368 ق.).